# Hapalochlaena fasciata
Il polpo dalle linee blu (Hapalochlaena fasciata Hoyle, 1886), è un mollusco cefalopode della famiglia Octopodidae, diffuso nelle coste dell'Australia orientale.
Come gli altri membri del suo genere, noti in inglese come "blue-ringed octopus" (polpi dagli anelli blu), è una specie famosa per il suo veleno, una neurotossina mortale, considerata fatale anche per un uomo adulto e in salute.

## Descrizione

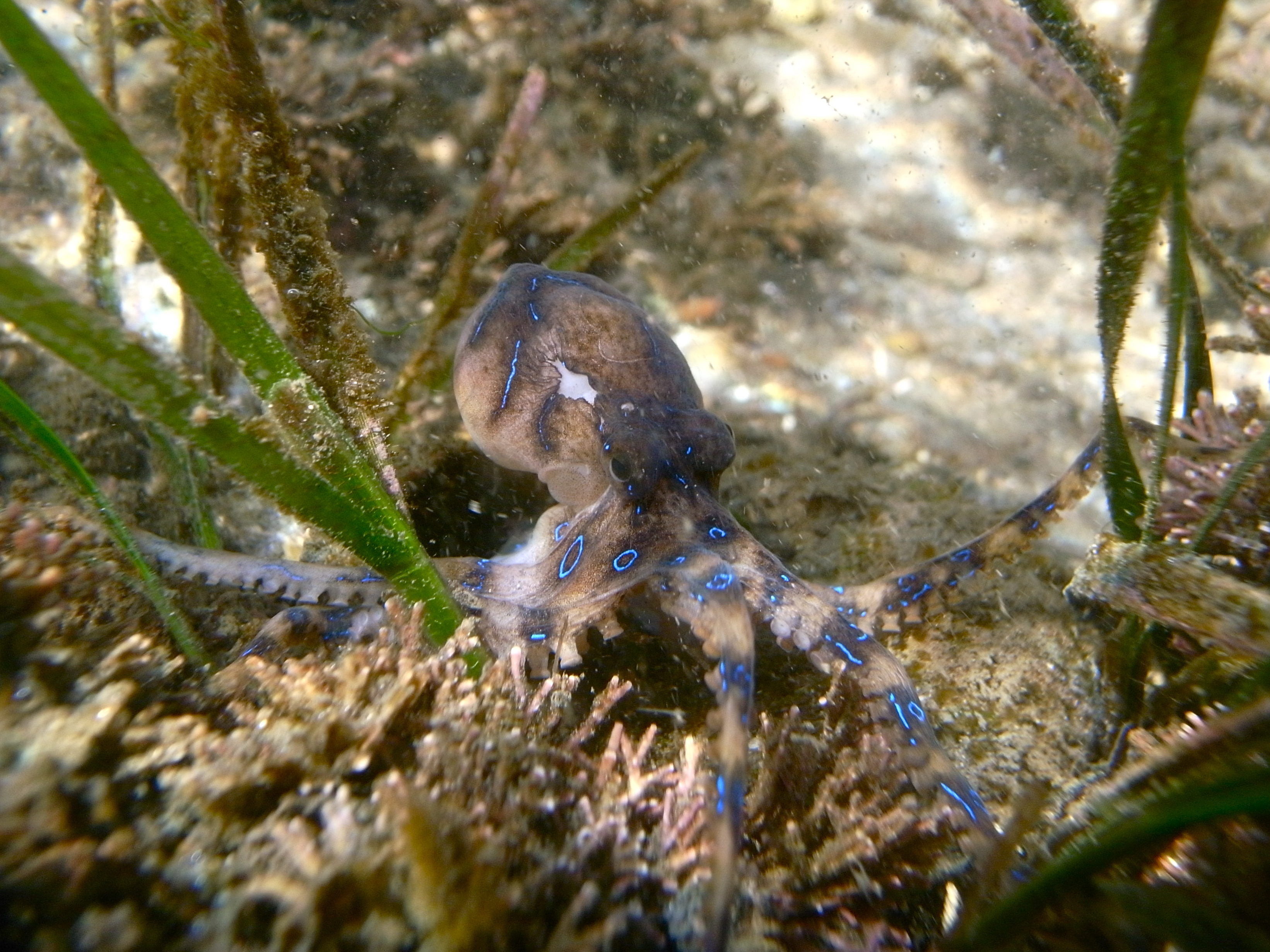
Il piccolo H. fasciata si fa trovare spesso nei letti di alghe

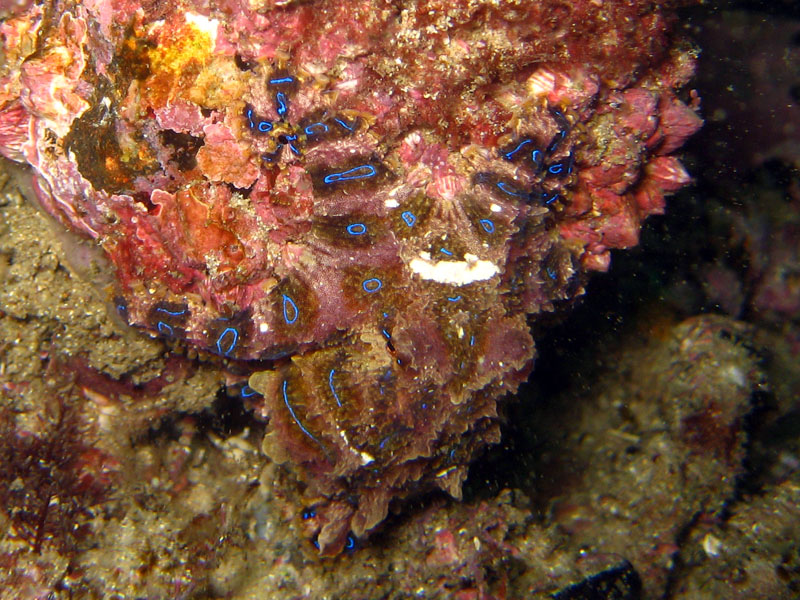
Mimetismo perfetto di H. fasciata; se disturbato illumina linee ed anelli blu

H. fasciata è uno dei polpi più piccoli; da adulto raggiunge solamente i 15 cm di lunghezza. Il corpo (mantello) raggiunge solitamente i 5 cm, e le braccia arrivano a 10 cm.
H. fasciata è identificabile da un motivo di linee blu iridescenti sul mantello e da motivi con anelli blu sulle braccia. Nelle altre specie dello stesso genere gli anelli blu sono presenti anche sul mantello, che non presenta linee.

## Biologia
Il polpo dalle linee blu si nutre principalmente di notte, ma può anche essere attivo durante il giorno, soprattutto nelle pozze rocciose.

### Comportamento
Sebbene il potente veleno dei polpi dagli anelli blu abbia causato alcune vittime umane (circa tre casi), sono creature molto timide e non aggressive che preferiscono nascondersi sotto le sporgenze e nelle fessure. Gli incontri con gli umani di solito portano il polpo a nascondersi rapidamente in cerca di riparo. È solo quando l'animale viene raccolto che è probabile che morda e che inietti il suo veleno paralizzante.

### Alimentazione
Come negli altri polpi, la sua dieta consiste principalmente di crostacei e piccoli pesci. H. fasciata ha un veleno estremamente potente prodotto da batteri nelle loro ghiandole salivari che usano per paralizzare la loro preda. Usano il loro becco o radula per creare una ferita nella loro preda e vi inseriscono la saliva paralizzante.

### Riproduzione
Diversamente da molte altre specie di polpi, la femmina H. fasciata porta le uova tra le braccia finché non si schiudono. I giovani quando nascono sono ben sviluppati e adottano rapidamente uno stile di vita bentonico. Fin dal primo giorno i piccoli possiedono già i segni blu iridescenti che pubblicizzano la loro natura pericolosa, poiché la tossina viene trasmessa alla generazione successiva nelle uova.

### Veleno
La saliva dei polpi dagli anelli blu contiene una potente tossina, la tetrodotossina. Questa sostanza chimica agisce per paralizzare prede o predatori bloccando i nervi dalla trasmissione di messaggi. Negli esseri umani la tossina agisce provocando insufficienza respiratoria mentre le vittime rimangono pienamente coscienti. I polpi dagli anelli blu sono stati responsabili di almeno tre decessi umani e numerosi altri gravi casi, seppur non mortali. In Australia la maggior parte dei decessi è stata effettivamente attribuita a H. maculosa e H. lunulata.
I polpi dagli anelli blu, tuttavia, sono creature timide ed evitano di mordere le persone. È solo quando vengono maneggiati, molestati o schiacciati che possono talvolta mordere. Il morso di H. fasciata potrebbe non essere sentito, ma in pochi minuti i sintomi includono intorpidimento delle labbra e della lingua, difficoltà di respirazione, seguita da paralisi completa dei muscoli respiratori.
L'uso rapido della respirazione bocca a bocca ha salvato la vita a più di 10 vittime di morsi documentate.

## Distribuzione e habitat
Il polpo dalle linee blu vive nelle acque subtropicali al largo dell'Australia orientale, a sud della Grande Barriera Corallina (dove è sostituito da H. lunulata). È molto comune nel mare di Sydney.
H. fasciata è una specie costiera che si trova nelle scogliere rocciose intertidali e nei letti di alghe in acque costiere poco profonde. Possono essere trovati da pozze intertidali ad aree di almeno 30 m di profondità. Talvolta si trova ad usare come rifugio bottiglie scartate o gasteropodi vuoti e gusci di bivalvi.